# Divisione amministrativa della Confederazione polacco-lituana
     La Corona
     Ducato di Prussia, feudo polacco
     Granducato di Lituania
     Ducato di Curlandia, feudo lituano
     Ducato di Livonia
     Livonia svedese e danese

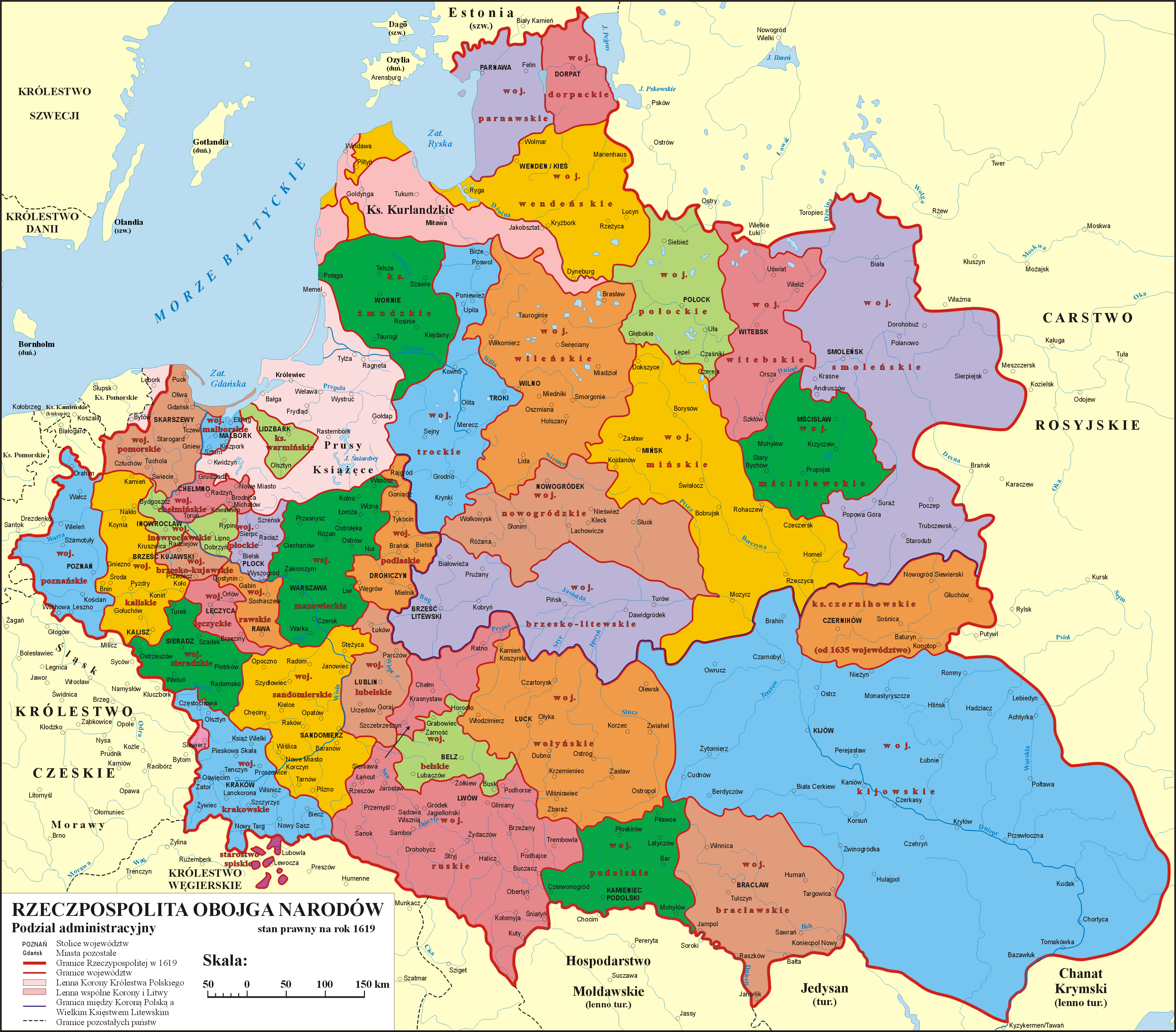
Cartina della Confederazione polacco-lituana con le sue maggiori suddivisioni dopo il 1618.
----
La Corona
Ducato di Prussia, feudo polacco
Granducato di Lituania
Ducato di Curlandia, feudo lituano
Ducato di Livonia
Livonia svedese e danese

La divisione amministrativa della Confederazione polacco-lituana fu il risultato della lunga e complessa storia della frammentazione del Regno di Polonia e dell'unione di Polonia e Lituania.
Le terre che un tempo appartennero alla Confederazione sono oggi distribuite in diversi stati dell'Europa centrale e orientale: Polonia, Lituania, Lettonia, Ucraina, Bielorussia e Russia, con piccole parti in Estonia, Slovacchia, Romania e Moldavia.

## Terminologia
Malgrado il termine "Polonia" fosse utilizzato comunemente per denotare l'intera entità politica, la Polonia era in effetti solo una parte dell'intera nazione — la Confederazione polacco-lituana, che comprendeva principalmente due parti:
- la Corona del Regno di Polonia, comunemente detta "la Corona"
- il Granducato di Lituania, comunemente detto "Lituania".

La Corona comprendeva a sua volta due "province": la Grande Polonia e la Piccola Polonia. Queste due, insieme alla terza provincia del Granducato di Lituania, erano le uniche tre regioni che potevano godere dello status di "prowincja". La Confederazione fu in seguito ulteriormente suddivisa in unità minori, conosciute come voivodati (województwa - in alcuni casi si può trovare la denominazione "Palatinato" al posto di voivodato). Ogni voivodato era governato da un voivoda (governatore). I voivodati erano suddivisi in starostwa, ognuno dei quali era governato da uno starosta; le città erano invece governate dai castellani. Esistevano frequenti eccezioni a queste regole, spesso riguardo alla subunità di amministrazione detta ziemia.

## Geografia antropica

### Suddivisioni amministrative
La suddivisione è per provincia, voivodato e in seguito per entità minori.
 Grande Polonia 

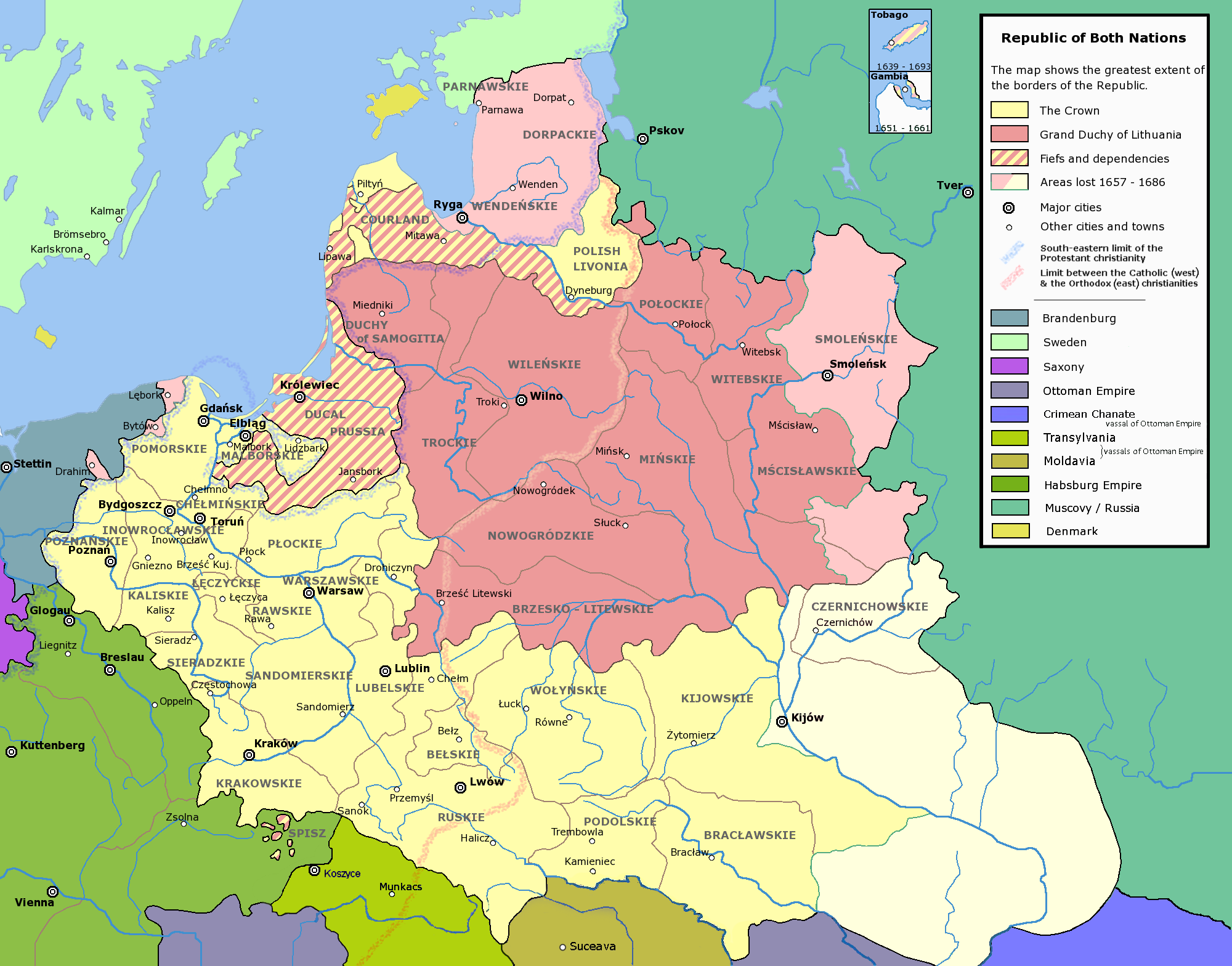
Cartina che mostra i voivodati della Confederazione delle Due Nazioni

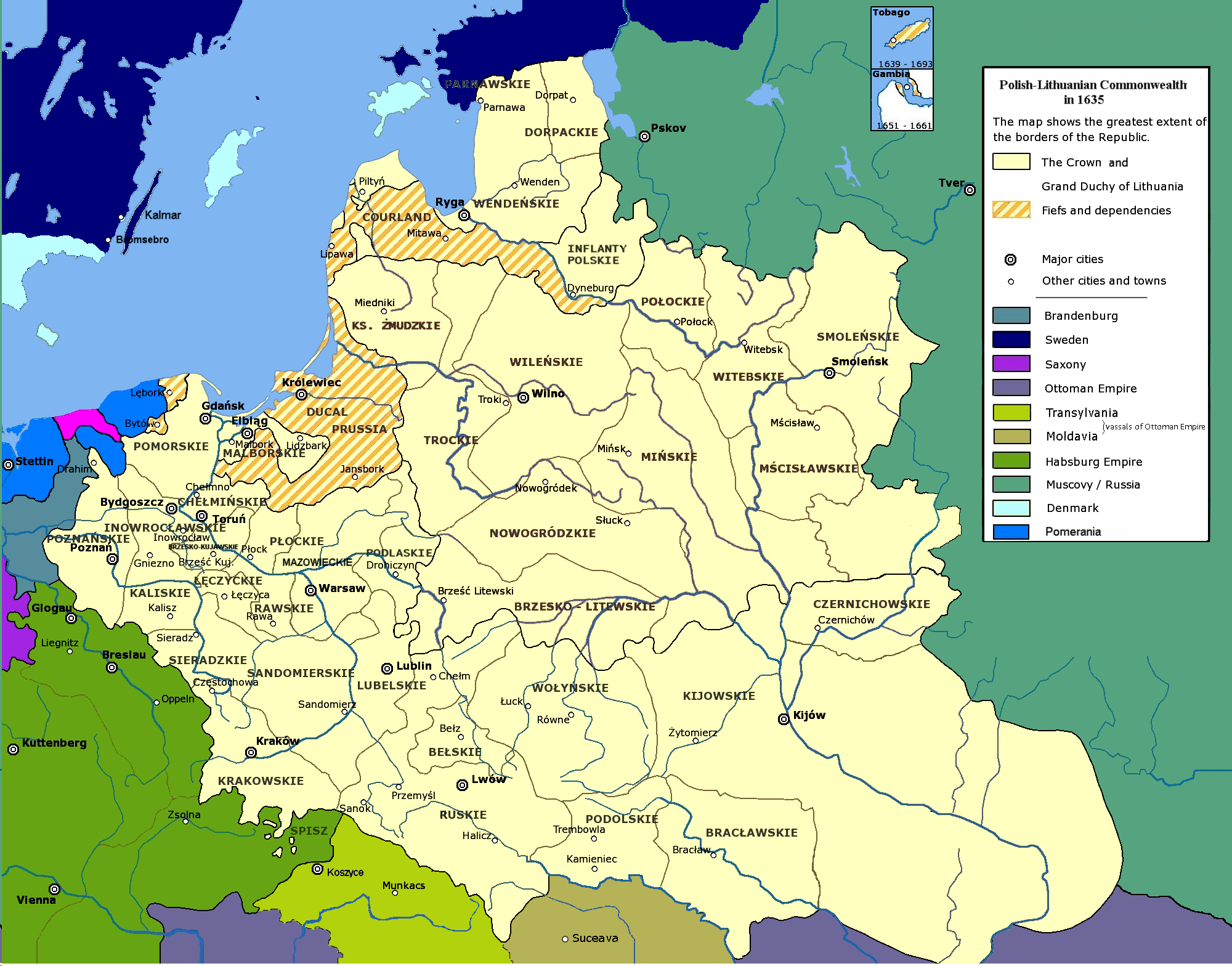
Voivodati della Confederazione nel 1635

- Voivodato di Brześć Kujawski (województwo brzesko-kujawskie, Brześć Kujawski)
- Voivodato di Gniezno (województwo gnieźnieńskie, Gniezno) dal 1768
- Voivodato di Inowrocław (województwo inowrocławskie, Inowrocław)
- Voivodato di Kalisz (województwo kaliskie, Kalisz)
- Voivodato di Łęczyca (województwo łęczyckie, Łęczyca)
- Voivodato della Masovia (województwo mazowieckie, di Masovia, Varsavia) consistente di
  - Contea di Ciechanów (ziemia ciechanowska, Ciechanów)
  - Contea di Czersk (ziemia czerska, Czersk)
  - Contea di of Liw (ziemia liwska, Liw)
  - Contea di Łomża (ziemia łomżyńska, Łomża)
  - Contea di Nur (ziemia nurska, Nur)
  - Contea di Różan (ziemia różańska, Różan)
  - Contea di Varsavia (ziemia warszawska, Varsavia)
  - Contea di Wisk (ziemia wiska, Wizna)
- Voivodato di Poznań (województwo poznańskie, Poznań)
- Voivodato di Płock (województwo płockie, Płock) consistente di
  - Contea di Wyszogród (ziemia wyszogrodzka, Wyszogród)
  - Contea di Zawkrzeń (ziemia zawkrzeńska, Zawkrzeń)
- Voivodato della Podlachia (województwo podlaskie, Drohiczyn) consistente di:
  - Contea di Bielsk (ziemia bielska, Bielsk)
  - Contea di Drohiczyn (ziemia drohicka, Drohiczyn)
  - Contea di Mielnik (ziemia mielnicka, Mielnik)
- Voivodato di Rawa (województwo rawskie, Rawa) consistente di
  - Contea di Rawa (ziemia rawska, Rawa)
  - Contea di of Gostyń (ziemia gostyńska, Gostyń)
  - Contea di Sochaczew (ziemia sochaczewska, Sochaczew)
- Voivodato di Sieradz (województwo sieradzkie, Sieradz)
- Contea di Dobrzyń (ziemia dobrzyńska, Dobrzyń)
- Contea di Michałów (ziemia michałkowicka, Michałów)
- Contea di Wieluń (ziemia wieluńska, Wieluń)
- Contea di Wschowa (ziemia wschowska, Wschowa)

 Piccola Polonia 
- Voivodato di Bełz (województwo bełzkie, Bełz)
- Voivodato di Bracław (województwo bracławskie, Bracław)
- Voivodato di Czernihów (województwo czernichowskie, Czernichów)
- Voivodato di Kijów (województwo kijowskie, Kijów)
- Voivodato di Cracovia (województwo krakowskie, Cracovia)
- Voivodato di Lublino (województwo lubelskie, Lublino)
- Voivodato di Podolia (województwo podolskie, Kamieniec Podolski)
- Voivodato di Rutenia (województwo ruskie, Leopoli)
- Voivodato di Sandomierz (województwo sandomierskie, Sandomierz)
- Voivodato di Volinia (województwo wołyńskie, Łuck)
  - Contea di Halicz (ziemia halicka, Halicz)
  - Contea di Lwów (ziemia lwowska, Leopoli)
  - Contea di Przemyśl (ziemia przemyslka, Przemyśl)
  - Contea di Sanock (ziemia sanocka, Sanok)
- Ducato di Siewierz (księstwo Siewierskie, Siewierz)
- Contea di Chełm (ziemia chełmska, Chełm)
- Principato di Oświęcim e Zator (Oświęcim, Zator)

 Granducato di Lituania 
- Ducato di Samogizia (Principato di Żmudź, księstwo żmudzkie, Miedniki-Wornie)
- Voivodato di Brest-Litovsk (województwo brzesko-litewskie, Brześć Litewski)
- Voivodato di Mścisław (województwo mścisławskie, Mścisław)
- Voivodato di Mińsk (województwo mińskie, Minsk)
- Voivodato di Nowogródek (województwo nowogrodzkie, Nowogrodek)
- Voivodato di Połock (województwo połockie, Połock)
- Voivodato di Smoleńsk (województwo smoleńskie, Smoleńsk)
- Voivodato di Trakai (województwo trockie, Trakai)
- Voivodato di Vilnius (województwo wileńskie, Vilnius)
- Voivodato di Vicebsk (województwo witebskie, Vicebsk)

 Prussia 
- Ducato di Varmia (Księstwo Warmińskie, principato episcopale di Varmia, Lidzbark Warmiński)
- Voivodato di Chełmno (województwo chełmińskie, Chełmno)
- Voivodato di Malbork (województwo malborskie, Malbork)
- Voivodato della Pomerania (województwo pomorskie, Danzica)

 Ducato di Livonia (Inflantia) 
- Ducato di Curlandia e Semigallia (księstwo Kurlandii i Semigalii, Mitawa)
- Voivodato di Dorpat (województwo dorpackie, Dorpat) dal 1598 al 1625
- Voivodato di Livonia (województwo inflanckie, Dyneburg) dal 1625
- Voivodato di Parnawa (województwo parnawskie, Parnawa) dal 1598 al 1625
- Voivodato di Wenden (województwo wendeńskie, Wenden) dal 1598 al 1625

 Altri 
Tra le altre regioni della Confederazione, ci sono:
- Piccola Polonia, Polonia meridionale, con capitale a Cracovia;
- Grande Polonia, Polonia centro-occidentale, inclusa l'area del fiume Warta e dei suoi affluenti;
- Masovia, Polonia centrale, con capitale a Varsavia;
- Ducato di Livonia, un dominio della Corona e del Granducato di Lituania. Alcune parti furono perse a favore della Svezia tra il 1620 e il 1630;
- Ducato di Curlandia, un feudo settentrionale della Confederazione; stabilì una colonia a Tobago nel 1637 e sull'Isola di Sant'Andrea sul fiume Gambia nel 1651;
- Prussia, parti della quale appartenevano alla Confederazione:
  - Prussia Reale, incorporata nella Corona nel 1569, all'epoca della formazione della Confederazione;
  - Ducato di Prussia, feudo polacco fino al 1660;
- Kresy, il confine sud-orientale della Corona;
- Rutenia, nella parte occidentale della nazione, al confine con la Ucraina;
- Samogizia, nella Lituania occidentale.
- Slesia: non faceva parte della Confederazione, ma alcune piccole parti appartenevano a vari re della Confederazione; in particolare, i re Vasa furono duchi di Opole dal 1645 al 1666.
- Pomerania: regione della costa meridionale del Mar Baltico, parzialmente fuori dalla Confederazione (facente parte anche della Prussia).
- Galizia, termine non utilizzato fino al XVIII secolo.

## Divisioni proposte
In vari momenti si pensò alla creazione di un Ducato di Rutenia, in particolare durante l'insurrezione cosacca del 1648 contro il governo polacco dell'Ucraina. Tale ducato, come proposto nel Trattato di Hadjač del 1658, sarebbe stato membro della Confederazione, che sarebbe pertanto divenuta una confederazione tripartita polacco-lituana-rutena; a causa delle richieste della szlachta, dell'invasione moscovita e delle divisioni tra i cosacchi, il piano non fu mai però implementato. Per ragioni simili, i progetti per una Confederazione polacco-lituana-moscovita non vennero mai realizzati, anche se durante la guerra polacco-moscovita il principe polacco (poi re Ladislao IV) fu per un breve periodo eletto zar della Moscovia.

## Storia
I confini della Confederazione cambiarono con le guerre e i trattati, talvolta mutarono diverse volte in un decennio specialmente nelle regioni orientali e meridionali. Questi cambiamenti ebbero impatti sulla divisione amministrativa, dato che le terre vennero aggiunte oppure perse. Talvolta una carica continuava a permanere nonostante la corrispondente provincia fosse stata persa decenni prima. La Confederazione raggiunse il picco di massima estensione nella prima metà del XVII secolo, mentre nella seconda metà del XVIII secolo perse grandi parti del suo territorio con le Spartizioni della Polonia; la nazione scomparve definitivamente dalle carte geografiche europee nel 1795.

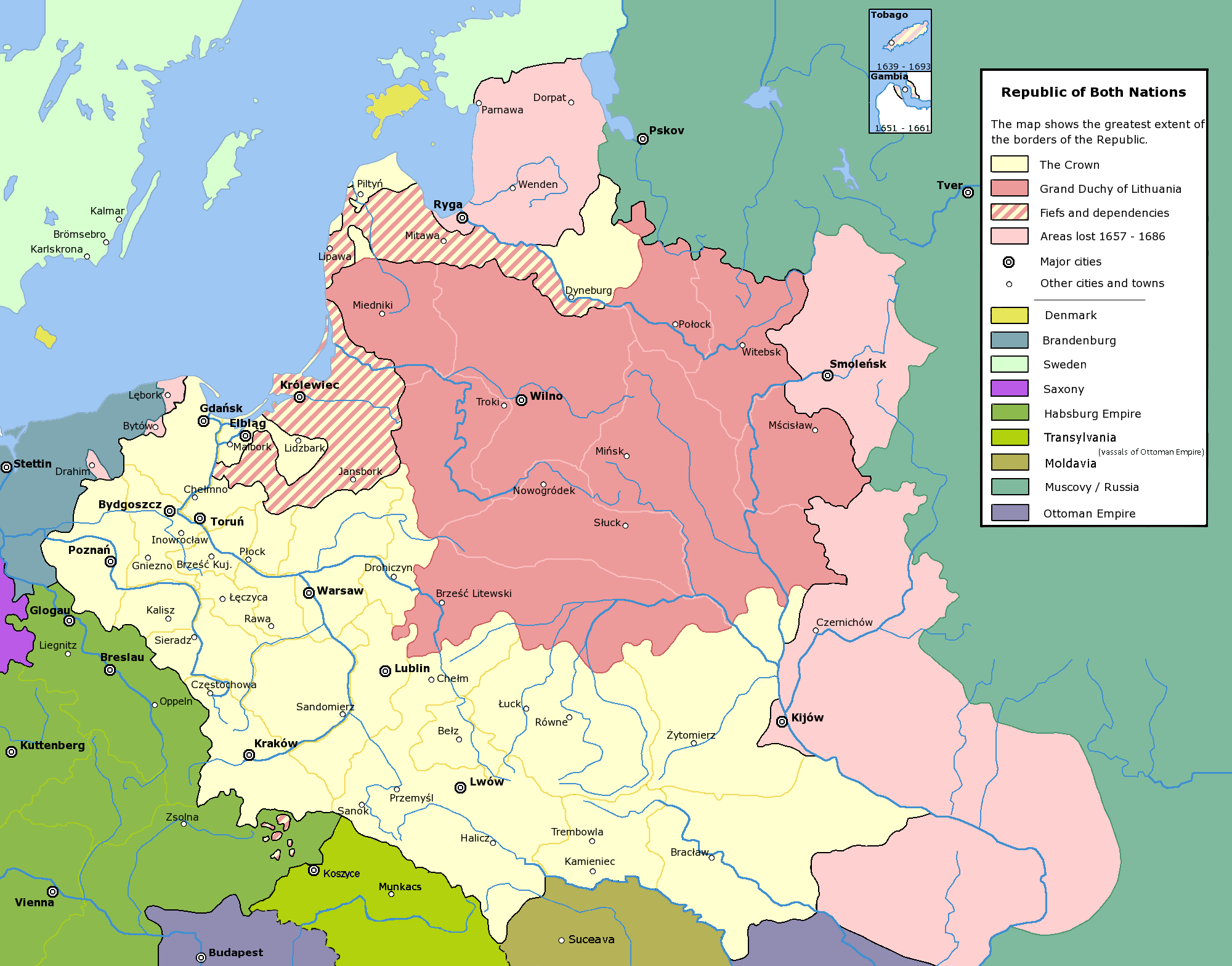
La Confederazione nella sua massima estensione (prima metà del XVII secolo)
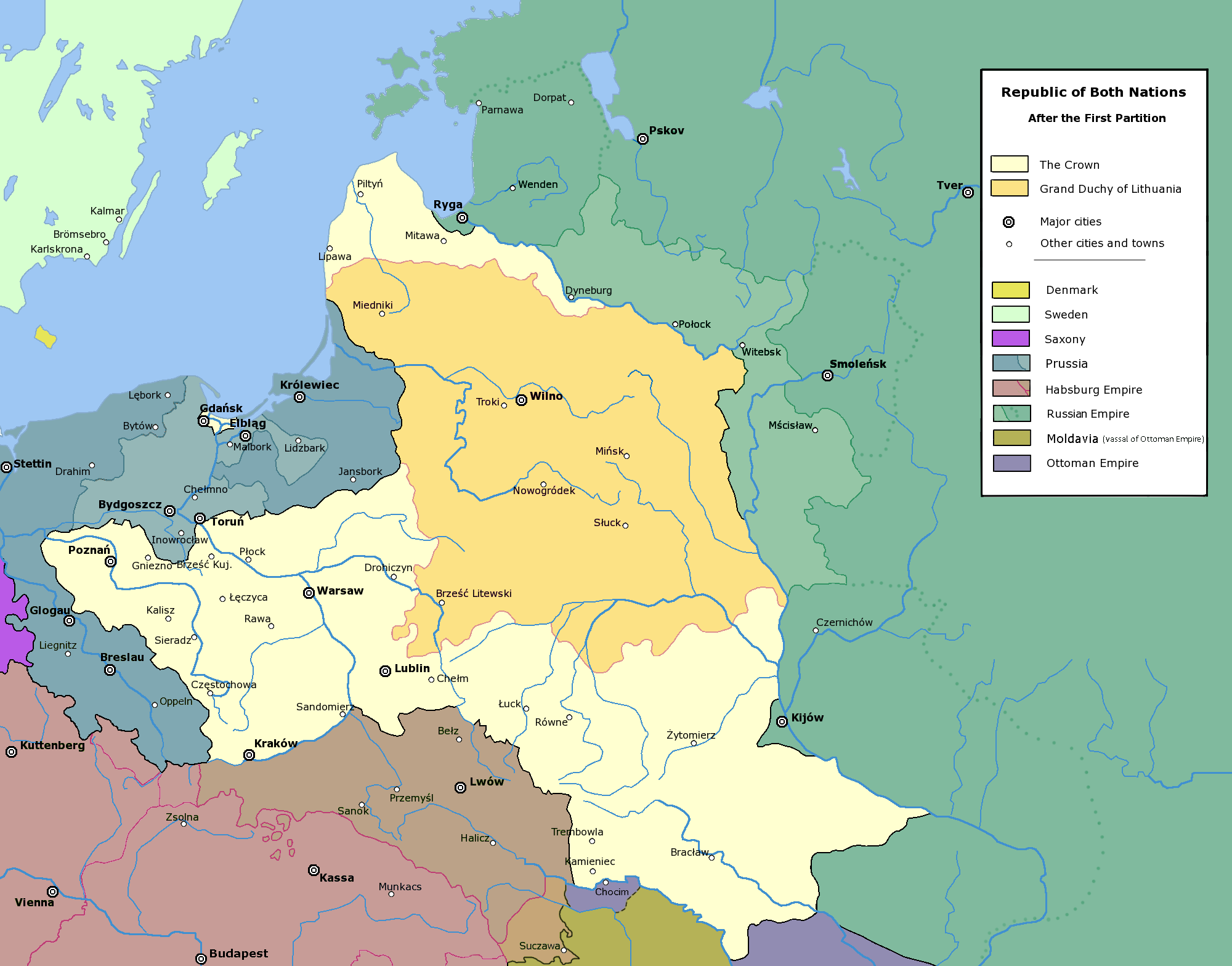
La Prima Spartizione (1772)
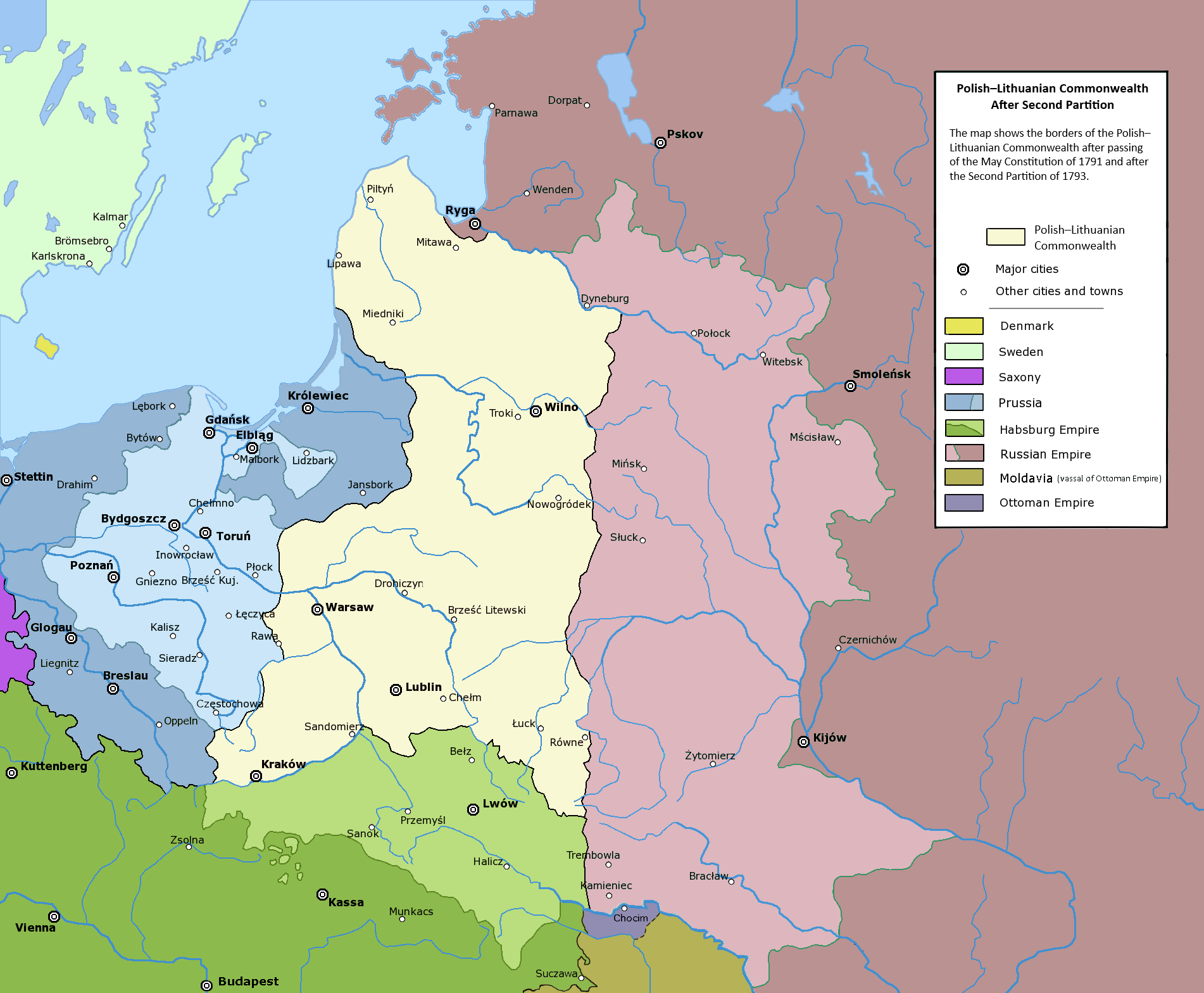
La Seconda Spartizione (1793)
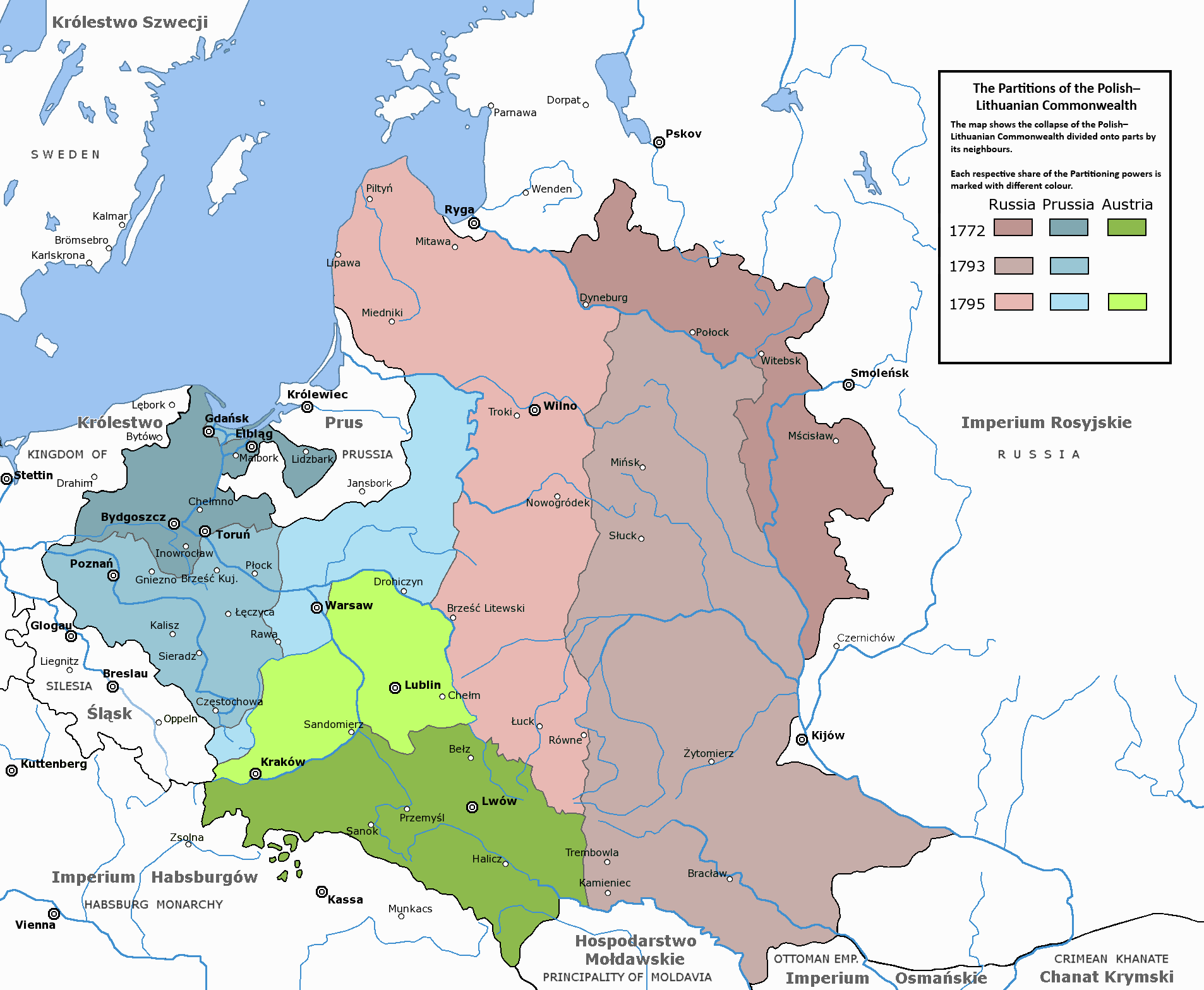
La Terza Spartizione (1795)

## Società

### Evoluzione demografica
La Polonia contava circa il doppio della popolazione della Lituania e poteva contare su introiti quintupli rispetto al Granducato. Come altre nazioni, i confini, l'area e la popolazione della Confederazione cambiarono varie volte. Dopo la Pace di Jam Zapol'skij conclusa con lo zar di Russia Ivan IV (1582), la Confederazione si estendeva per circa 815.000 km² ed aveva una popolazione di 6,5 milioni di persone. Dopo il 1618 invece la superficie raggiunse un milione di km² e la popolazione crebbe fino a 10-11 milioni (inclusi 4 milioni di polacchi).

## Geografia

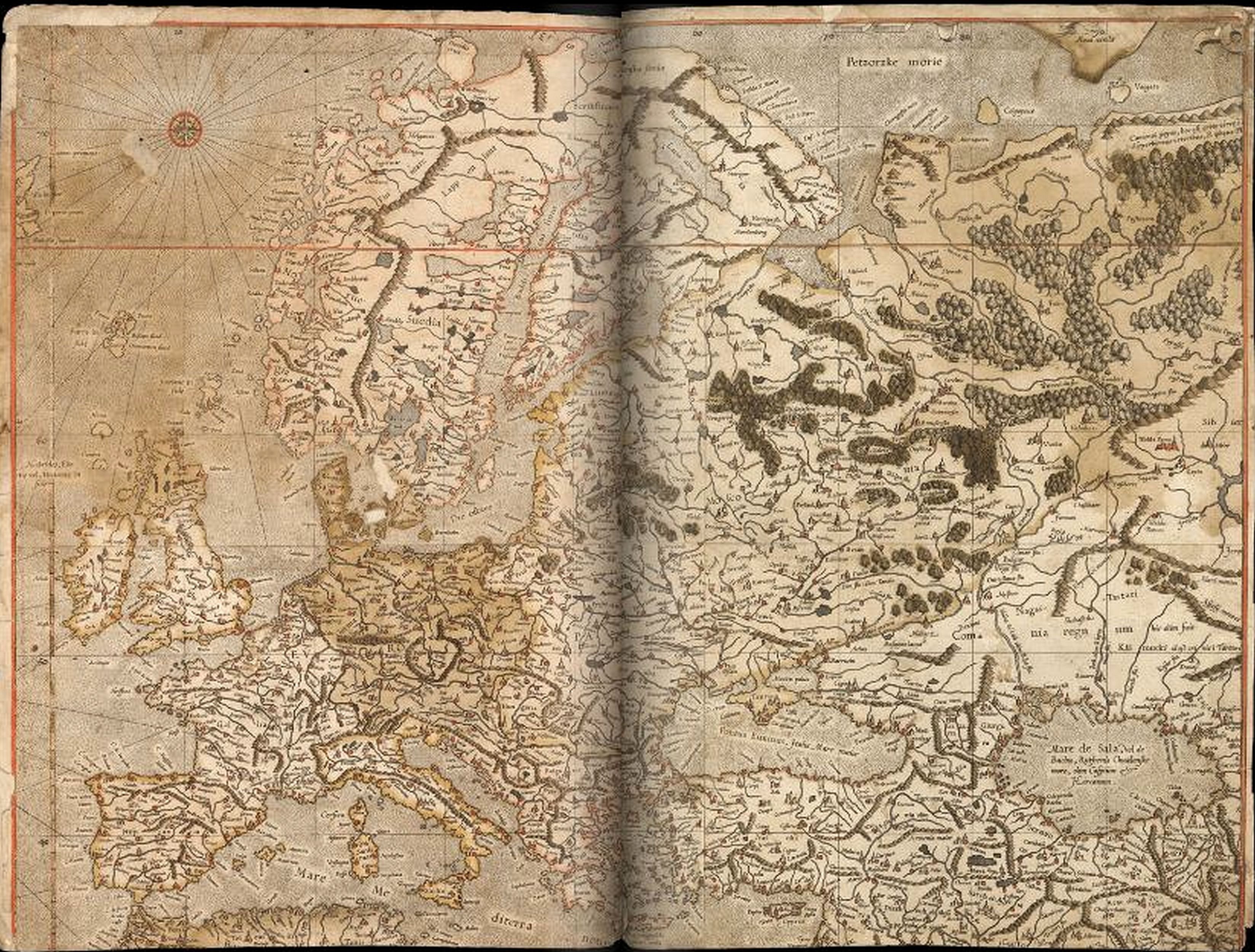
Cartina europea del XVI secolo di Gerardus Mercator.

Ulteriori informazioni nell'articolo Geografia della Polonia
Nel XVI secolo il vescovo e cartografo polacco Martin Kromer pubblicò un atlante latino intitolato: Polonia sive de situ, populis, moribus, magistratibus et Republica regni Polonici libri duo, che fu considerata la guida più dettagliata della nazione.
L'opera di Kromer, come quella di Gerardus Mercator, mostrano la Confederazione come un territorio prevalentemente pianeggiante. La sua parte sud-orientale, il Kresy, era famosa per le sue steppe. I Monti Carpazi formavano parte del confine meridionale, con i Monti Tatra che ne costituivano le cime più alte; il Mar Baltico era il confine settentrionale della nazione. Come molti altri Paesi europei dell'epoca, la Confederazione polacco-lituana contava molte foreste, specialmente nella parte orientale. Oggi, ciò che rimane della Foresta di Białowieża, costituisce la maggiore foresta primaria intatta del continente.